# Trichoceros tupaipi
Trichoceros tupaipi är en orkidéart som beskrevs av Heinrich Gustav Reichenbach. Trichoceros tupaipi ingår i släktet Trichoceros och familjen orkidéer.
Artens utbredningsområde är Peru. Inga underarter finns listade i Catalogue of Life.